# Müjdat Yetkiner
Müjdat Yetkiner (Istanbul, 16 novembre 1961) è un ex calciatore turco, di ruolo difensore.

## Carriera

### Club
Tra il 1980 ed il 1995 gioca solo con la maglia del Fenerbahçe, ottenendo 429 presenze e 23 goal in campionato. Detiene il primato di presenze nel Fenerbahçe con un totale di 729 presenze.

### Nazionale
Con la nazionale turca ottiene 26 presenze.

## Palmarès
- Campionato turco: 3

Fenerbahçe: 1982-1983, 1984-1985, 1988-1989
- Coppa di Turchia: 1

Fenerbahçe: 1982-1983
- Supercoppa di Turchia: 3

Fenerbahçe: 1984, 1985, 1990
- Coppa del Cancelliere: 2

Fenerbahçe: 1988-1989, 1992-1993
- Coppa TSYD: 5

Fenerbahçe: 1980-1981, 1982-1983, 1985-1986, 1986-1987, 1994-1995
- Coppa Flotta: 4

Fenerbahçe: 1982, 1983, 1984, 1985